# Фрейтаг, Фриц
Фриц Фрейтаг (нем. Fritz Freitag; 28 апреля 1894, Алленштайн, Восточная Пруссия — 10 мая 1945, Австрия) — бригадефюрер СС и генерал-майор войск СС.

## Офицер армии и полиции
Участник Первой мировой войны, лейтенант, командовал ротой, за отличия в боях награждён несколькими орденами, был ранен. В 1919 году был демобилизован, с 1920 года — офицер шуцполиции в период Веймарской республики и нацистского режима, последний чин в полиции — подполковник. Член НСДАП (№ 3052501). В 1936 году занимался обеспечением безопасности Олимпийских игр в Берлине.

## Служба в СС
С 1941 года — член СС (№ 393266).

### Чины
- С 1.09.41 — оберштурмбаннфюрер СС (переименован из подполковников полиции).
- С 20 апреля 1942 — штандартенфюрер СС.
- С 6 августа 1943 — оберфюрер СС.
- С 20 апреля 1944 — бригадефюрер СС и генерал-майор войск СС.

### Должности
- В 1941 был начальником оперативного отдела Командного штаба рейхсфюрера СС, с 1941 воевал на советско-германском фронте.
- С 9 августа 1941 по 8 сентября 1941 служил в 1-й мотопехотной бригаде СС.
- С 13 сентября 1941 (или с 15 декабря 1941) по 8 июля 1942 — командир 2-го полицейского полка СС.
- С 2 сентября 1942 по 4 января 1943 вновь занимал эту должность.
- С 15 февраля 1943 по 20 апреля 1943 — командир 8 кавалерийской дивизии СС «Флориан Гайер».
- С 17 апреля по 1 июня 1943 — командир 2-й моторизованной бригады СС
- С 18 августа (приказ от 25 августа) по 20 октября 1943 — командир 4-й полицейской моторизованной дивизии СС.
- С 20 ноября 1943 по 10 мая 1945 — командир 14-й добровольческой пехотной дивизии СС «Галиция».

### Командир 14-й дивизии СС «Галиция»
С 20 ноября 1943 года — командир 14-й добровольческой пехотной дивизии СС «Галиция». В боях под городом Броды летом 1944 года дивизия попала в окружение — в этот период Фрейтаг показал свою недостаточную компетентность, в связи с чем был отстранён от командования и прикомандирован к штабу 13-го корпуса. Несмотря на это, когда дивизия вышла из окружения и была направлена на отдых в Нойхаммер, Фрейтаг вновь был назначен её командиром (с 5 сентября 1944). Более того, 30 сентября 1944 года он стал единственным военнослужащим этой дивизии, награждённым Рыцарским железным крестом.
Популярностью среди подчинённых ему украинцев не пользовался из-за сурового и раздражительного характера (историк Константин Залесский предполагает, что «некоторая неуравновешенность и плохой характер» Фрейтага могли быть связаны с последствиями ранения, полученного в Первую мировую войну), а также из-за того, что относился к ним как к людям второго сорта. Деятель украинского националистического движения Кость Паньковский дал ему следующую краткую характеристику: «Как человек — холодный, неприветливый, как военный — ноль». Сам Фрейтаг просил рейхсфюрера СС Генриха Гиммлера назначить его командиром одной из дивизий СС, укомплектованных немцами, но получил отказ.
24 апреля 1945 года запасной полк дивизии и ряд других подразделений перепринял присягу на верность УНА и дивизия, по информации Шандрука и других аналогичных источников, была переименована в 1-ю дивизию Украинской национальной армии. Тем не менее на последних картах ОКВ датированных 30 апреля её наименование не изменилось и Фрейтаг, однако де-факто оставался командиром до конца жизни. Накануне сдачи в плен дивизии войскам западной коалиции, среди войск СС возникли слухи о том что союзники сдавшихся высших чинов СС при сдаче в плен сразу же предают суду военного трибунала как военных преступников. Фрейтаг узнав об этом, 10 мая 1945 года покончил жизнь самоубийством в расположении дивизии в деревне Санкт-Андре, близ Тамсвега, Австрия. Впоследствии слухи о подобном отношении войск коалиции не подтвердились — командиры полков оказались в американской зоне оккупации на общих для формирований СС условиях.

## Награды
- Железный крест (1914) 2-го и 1-го класса (Королевство Пруссия)
- Королевский орден дома Гогенцоллернов рыцарский крест с мечами (4 июня 1918)
- Нагрудный знак «За ранение» (1918) в серебре
- Крест «За военные заслуги» 3-го класса с воинским отличием (Австро-Венгрия).
- Почётный крест Первой мировой войны 1914/1918 с мечами
- Немецкий Олимпийский почётный знак 2-го класса
- Пряжка к Железному кресту 2-го класса (5 февраля 1942)
- Пряжка к Железному кресту 1-го класса (6 марта 1942)
- Крест «За военные заслуги» 2-го класса с мечами
- Медаль «За зимнюю кампанию на Востоке 1941/42» (1942)
- Немецкий крест в золоте (30 апреля 1943)
- Нагрудный знак «За ранение» в золоте (11 августа 1944)
- Рыцарский крест Железного креста (30 сентября 1944)
- Медаль «За выслугу лет в полиции» 1-го класса (25 лет) (1945)